# Kolpîtiv, Lokaci
Kolpîtiv (în ucraineană Колпитів) este o comună în raionul Lokaci, regiunea Volînia, Ucraina, formată numai din satul de reședință.

## Demografie
Componența lingvistică a satului Kolpîtiv
     Ucraineană (99,18%)
     Alte limbi (0,49%)
Conform recensământului din 2001, majoritatea populației satului Kolpîtiv era vorbitoare de ucraineană (99,18%), existând în minoritate și vorbitori de alte limbi.